# Synesthesia
『Synesthesia』（シナスタジア）は、2013年8月28日にmagnifiqueから発売されたIVORY7 CHORDのミニ・アルバム。

## 概要
前作の「Pentagram」より1年4ヶ月ぶりにリリースした本作。一部の作詞の共作でKyleeが担当した。アルバムタイトルについてはそのタイトルを意味する音や文字に色を感じたり、形に味を感じたりと、ある刺激に対して通常の感覚だけでなく異なる種類の感覚をも生じさせる知覚現象ということで、タイトル通り、音楽のみならず、そこに風景や様々な色が見えてくるような感覚をもたらしてくれる作品に仕上がっている。

## 批評
skream!の沖さやこは「インスト2曲を含めた全8曲とは思えないほどに濃厚でドラマチック。そしてどの曲もひたすら攻めているのが特徴的。IVORY節ともいうべき清涼感のある音の洪水がダイナミックに降りかかり、心地よく鼓膜を包む。バンドと親交が深いアーティストが各楽曲に参加していることも“Synesthesia”的なスパイスとなり、エッジの効いた繊細な音色が織り成す層は煌びやか」と評した。

## 収録曲
全曲 作詞・作曲：大西俊也（特記以外）
1. Earth Does Move
2. Paradox
3. Holography
4. PARADE
5. ONE
作詞・作曲：大西俊也・Kylee[5]
6. YesNo
7. Town That Nobody
インスト曲
8. KIOQ

## レコーディング参加
- 大西俊也 - ボーカル、ギター
- 三谷和弘 - ギター
- 新井遼一 - ベース
- 吉田昇吾 - ドラム
  - 佐藤将文（UNCHAIN）[1][2][3] - ギター
  - 大谷武史（he）[1][2][3] - ギター